# Chiesa di San Michele (Siddi)
La chiesa di San Michele Arcangelo è un piccolo luogo di culto cattolico, in stile romanico, situato a Siddi, in località Santu Miali.

## Storia e descrizione
L'erezione della chiesa di San Michele, che si ipotizza fosse l'antica parrocchiale di Siddi, si fa risalire alla seconda metà del XIII secolo. L'edificio presenta alcune analogie con la chiesa di San Pantaleo a Dolianova e la chiesa di San Pietro a Villamar.
La facciata, a salienti, risente nella parte superiore del rifacimento del tetto della chiesa, operato in epoca imprecisata; della teoria di archetti pensili, che probabilmente in origine correvano lungo i terminali, ne è stato riutilizzato solo uno. Nel prospetto si aprono due portali architravati, con arco di scarico a tutto sesto sopraccigliato; il portale a sinistra presenta sull'architrave un fregio scolpito, costituito da quattro riquadri, suddivisi da bande verticali con decorazione a rombi intrecciati. Entro i riquadri si collocano misteriose figure antropomorfe, di cui si è ipotizzata l'identificazione; per quanto riguarda la prima figura a sinistra, che appare a testa in giù, potrebbe raffigurare Lucifero, l'angelo caduto, le due successive sono state identificate rispettivamente con l'arcangelo Michele e Dio Padre, mentre la due figure in coppia dell'ultimo riquadro potrebbero rappresentare Adamo ed Eva.
L'interno del tempio, a pianta rettangolare, si presenta a due navate, suddivise da arcate a tutto sesto sostenute da pilastri ottagonali. La navata maggiore (meridionale) si conclude nell'abside semicircolare, rivolta a nordest, al centro della quale si apre una monofora strombata. I due simulacri lignei custoditi nella chiesa, entrambi raffiguranti san Michele, risalgono, il più grande al XVII secolo, l'altro al XVIII secolo.